# Озерно-Кузнецовська сільська рада
Озе́рно-Кузнецо́вська сільська рада (рос. Озёрно-Кузнецовский сельский совет) — сільське поселення у складі Угловського району Алтайського краю Росії.
Адміністративний центр — село Озерно-Кузнецово.

## Населення
Населення — 1332 особи (2019; 1590 в 2010, 1731 у 2002).

## Склад
До складу сільської ради входять:
| Населений пункт                     | Населення, осіб (2002) | Населення, осіб (2010) |
| ----------------------------------- | ---------------------- | ---------------------- |
| Озерно-Кузнецово, село              | 1355                   | 1270                   |
| Озерно-Кузнецовський Лісхоз, селище | 376                    | 320                    |